# Vrede van Westminster (1674)
De Vrede van Westminster is een vredesverdrag tussen de Republiek der Zeven Verenigde Nederlanden en het koninkrijk Engeland, dat werd getekend op 19 februari 1674 en een einde maakte aan de Derde Engels-Nederlandse Oorlog.
Over het algemeen veranderde er weinig aan de situatie van voor de oorlog: het was dus voornamelijk een typisch Status quo ante bellum-verdrag. Een uitzondering was dat de Republiek Engeland twee miljoen gulden betaalde, puur ter afkoop van verdere agressie. Ook werd het recht van de Engelse oorlogsschepen om als eerste door Nederlandse oorlogsschepen begroet te worden, nogmaals bevestigd.
Een onderdeel van dit verdrag was dat de kolonie Nieuw-Nederland (waarin Nieuw-Amsterdam lag) officieel onder Engels gezag kwam. In 1664 hadden de Engelsen de kolonie ingenomen en haar "New York" genoemd. Bij de Vrede van Breda van 1667 had de Republiek ervan afgezien het gebied terug te eisen; in ruil daarvoor bleef men het dat jaar veroverde Suriname bezet houden. In 1673 had Cornelis Evertsen de Jongste de kolonie wel heroverd, maar Nederland deed nu formeel afstand; Engeland deed hetzelfde bij Suriname.